# Waterzeil
Een waterzeil is een bijzeil, dat op ruimwindse koers kan worden gevoerd onder het grootzeil en/of de fok.
Zo genoemd, omdat het onderlijk van het zeil heel dicht langs het wateroppervlak gaat.
Het zetten van waterzeilen is bewerkelijk en er kan niet mee worden gegijpt of overstaggegaan. Daarom worden deze zeilen doorgaans alleen in wedstrijden gevoerd, bij licht weer.